# جار أباد (أرومية)
جار أباد (بالكردية: ژاراڤا) هي إحدى القرى التابعة لـمرغور في ريف قسم سيلوانه من مقاطعة أرومية، في محافظة أذربیجان الغربیة الإيرانية.

## السكان
حسب إحصاءات سنة 2006، بلغ إجمالي السكان في يارافا 1017 نسمة وعدد المساكن 164 مسكن. لغة سكان يارافا هي اللغة الكردية و هم من أهل السنة والجماعة والمذهب الشافعي.